# インドネシア鉄道ME204形気動車
インドネシア鉄道ME204形気動車（インドネシアてつどうME204がたきどうしゃ、インドネシア語：Kereta Rel diesel INKA seri ME204）は、PT KAI(インドネシア鉄道会社)が2018年から導入している一般型気動車である。
本項では同型車両をベースとしている、フィリピン国鉄8000形・8100形気動車についても記述する。

## 概要
インドネシアの鉄道車両メーカーであるPT INKAによって製造された、KRDEシリーズの車両である。空港アクセス列車用や急行列車用として設計されており、2020年時点で3編成が営業運転に就いている。1編成はミナンカバウ・エクスプレス用として、他の2編成ではジョグ・ジャカルタ地区の6路線で運行され、ジョグ・ジャカルタ国際空港線およびアディスマルモ国際空港線などで使用される。 3編成の購入契約金額は最大12,906,750 米ドルであった。空港連絡鉄道に運用される他、プランバナン・エクスプレスやソロ・エクスプレスとしても運行される。
2019年にアディスマルモ国際空港線が全線開通するための車両増備で4両×4編成が追加で発注され、4両×7編成となった。
2023年3月28日にジョグ・ジャカルタからK1 2 21 01編成がバンドンへ回送され、シャトル列車(KCJBフィーダー列車)の運用に向けて試運転が行われた。

## 基本構造
基本的なデザインは、EA203系電車と同一であり、ヘビをモチーフにした正面デザインとなっている。 多くのUIC (国際鉄道連合) 規格に準拠し、塗料で着色可能なステンレス車体を採用している。
EA203系と同一設計の円錐積層ゴム式のボルスタレス台車が採用された。ディーゼルエンジンで発電された電力で主電動機を動かす電気式気動車である。編成構成は基本的に4両編成となっており、TeC1 (エンジン付き先頭車) - M (電動車) - T (付随車) - TeC2 (エンジン付き先頭車) となっている。 先頭車両(TeC1・TeC2)にそれぞれカミンズ製 QSK19 ディーゼルエンジンを搭載しており、機関出力は580kWとなっている。静止形インバータ(SIV)・主電動機・制御機器などの電装品は、ボンバルディア・トランスポーテーションのMITRAC 1000シリーズを採用している。MITRAC 1000シリーズの制御モジュールは大きく2種類に分けられている。主にVVVFインバータが搭載されたPHボックスと、静止形インバータ(SIV)が搭載されたPAボックスである。主電動機にはMITRAC DR1500が搭載されている。また、先頭車両(TeC1・TeC2)には、カミンズ製エンジンの他にもVEM (Vereinigter Elektro-Maschinenbau) 製 DREBZ 3509-6 型発電機が搭載されており、機関出力 560kVAとなっている。緊急走行時に使用するための充電機能な大型バッテリーを備えており、容量は70 Ah及び、200 Ahとなっている。制動システムには、Knoor-Bremse社のものが採用されており、屋根上にブレーキ抵抗器が設置されている。連結器には、タイトロック式密着自動連結器を使用し、編成間の車両連結には半永久連結器を用いている。
座席にはリクライニングシートを採用しており、電子機器を充電するための電源コンセントが備えられている。車内にはトイレが設置されており、真空式となっている。荷物棚は車両のドア近くにそれぞれに設置されている。
空調装置には、INKA製のI-Cond AC ACI-4202型（容量 42,000 kcal/時）が設置されている。防犯対策として、車両の内外にセキュリティカメラ(CCTV)が設置されており、運転席から乗務員が監視することが可能となっている。安全装置としてMCB（ミニサーキットブレーカー）とヒューズが装備されている。
運転台には、TMSとCCTVを内包するPIS液晶は左側に、列車監視システム (TMS) 表示灯は中央にあり、エンジン制御ユニット (TECU) 液晶は右側に設置されている。
一次車（2018年落成車）は、ボンバルディア・トランスポーテーション製のMITRAC DR1000シリーズを採用しているが、二次車（2021年から2023年落成車）は、ポーランドのメドコム社の制御機器を採用している。

## 編成表
| ME204形気動車 編成表 |                   |             |            |                   |                                 |                                                                                    |
| 車両                 | 1 (TeC1)          | 2 (M)       | 3 (T)      | 4 (TeC2)          | 所属車両基地                    | 運用路線                                                                           |
| 搭載機器             | DE1 G1 EgGC2 MRf1 | VVVF1 VVVF2 | SIV1 SIV2  | DE1 G1 EgGC2 MRf1 | 所属車両基地                    | 運用路線                                                                           |
| 一次車               | K1 2 18 01        | K1 2 18 02  | K1 2 18 03 | K1 2 18 04        | パタン機関区 (PD)               | ミナンカバウ・エクスプレス                                                         |
| 一次車               | K1 2 18 05        | K1 2 18 06  | K1 2 18 07 | K1 2 18 08        | ジョグ・ジャカルタ車両基地 (YK) | ジョグ・ジャカルタ国際空港線 アディスマルモ国際空港線 プランバナン・エクスプレス線 |
| 一次車               | K1 2 18 09        | K1 2 18 10  | K1 2 18 11 | K1 2 18 12        | ジョグ・ジャカルタ車両基地 (YK) | ジョグ・ジャカルタ国際空港線 アディスマルモ国際空港線 プランバナン・エクスプレス線 |
| 二次車               | K1 2 21 01        | K1 2 21 02  | K1 2 21 03 | K1 2 21 04        | バントン車両基地 (BD)           | KCJBフィーダー線                                                                   |
| 二次車               | K1 2 23 01        | K1 2 23 02  | K1 2 23 03 | K1 2 23 04        | バントン車両基地 (BD)           | KCJBフィーダー線                                                                   |
| 二次車               | K1 2 23 05        | K1 2 23 06  | K1 2 23 07 | K1 2 23 08        | バントン車両基地 (BD)           | KCJBフィーダー線                                                                   |
| 二次車               | K1 2 23 09        | K1 2 23 10  | K1 2 23 11 | K1 2 23 12        | バントン車両基地 (BD)           | KCJBフィーダー線                                                                   |

## ギャラリー

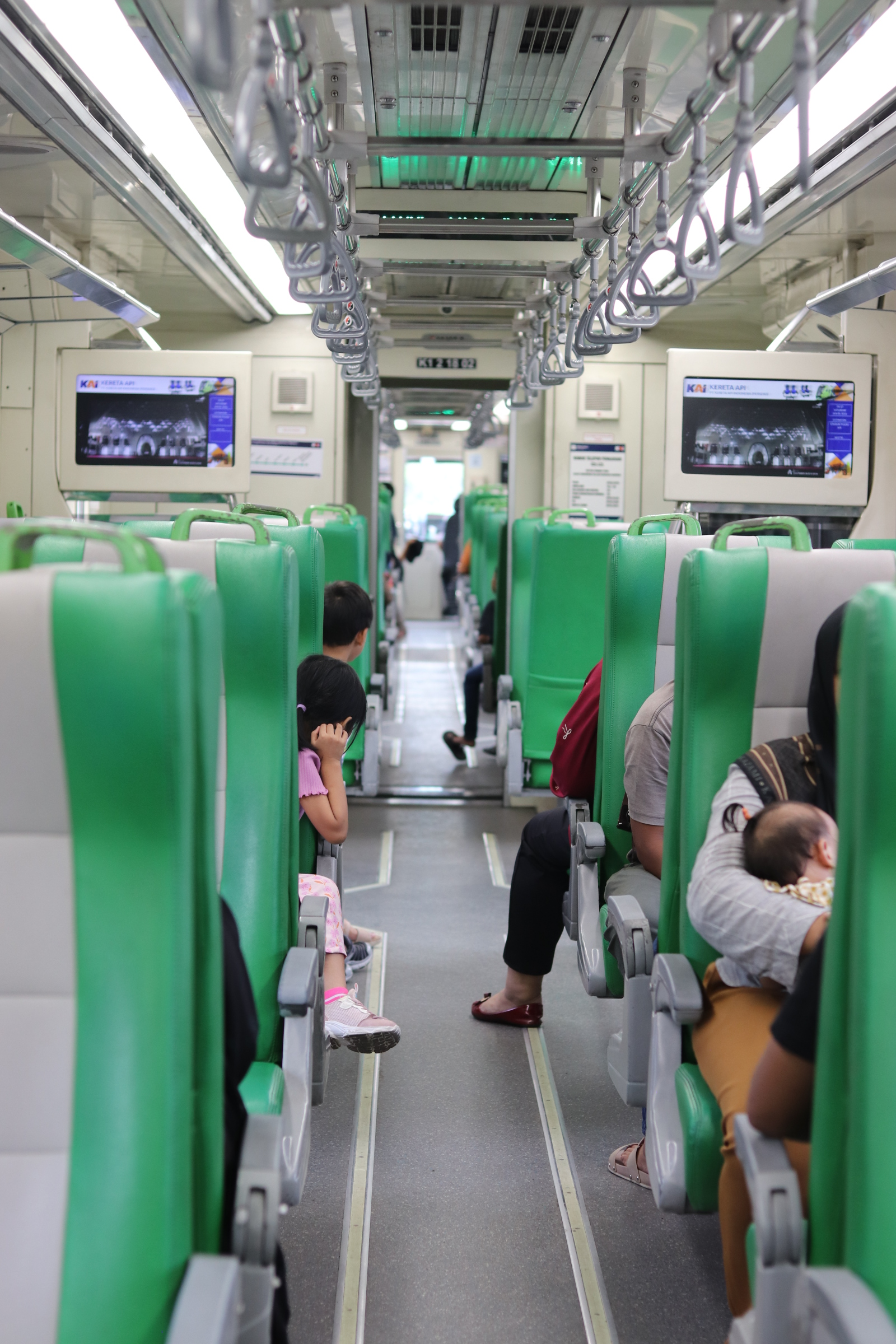
車内
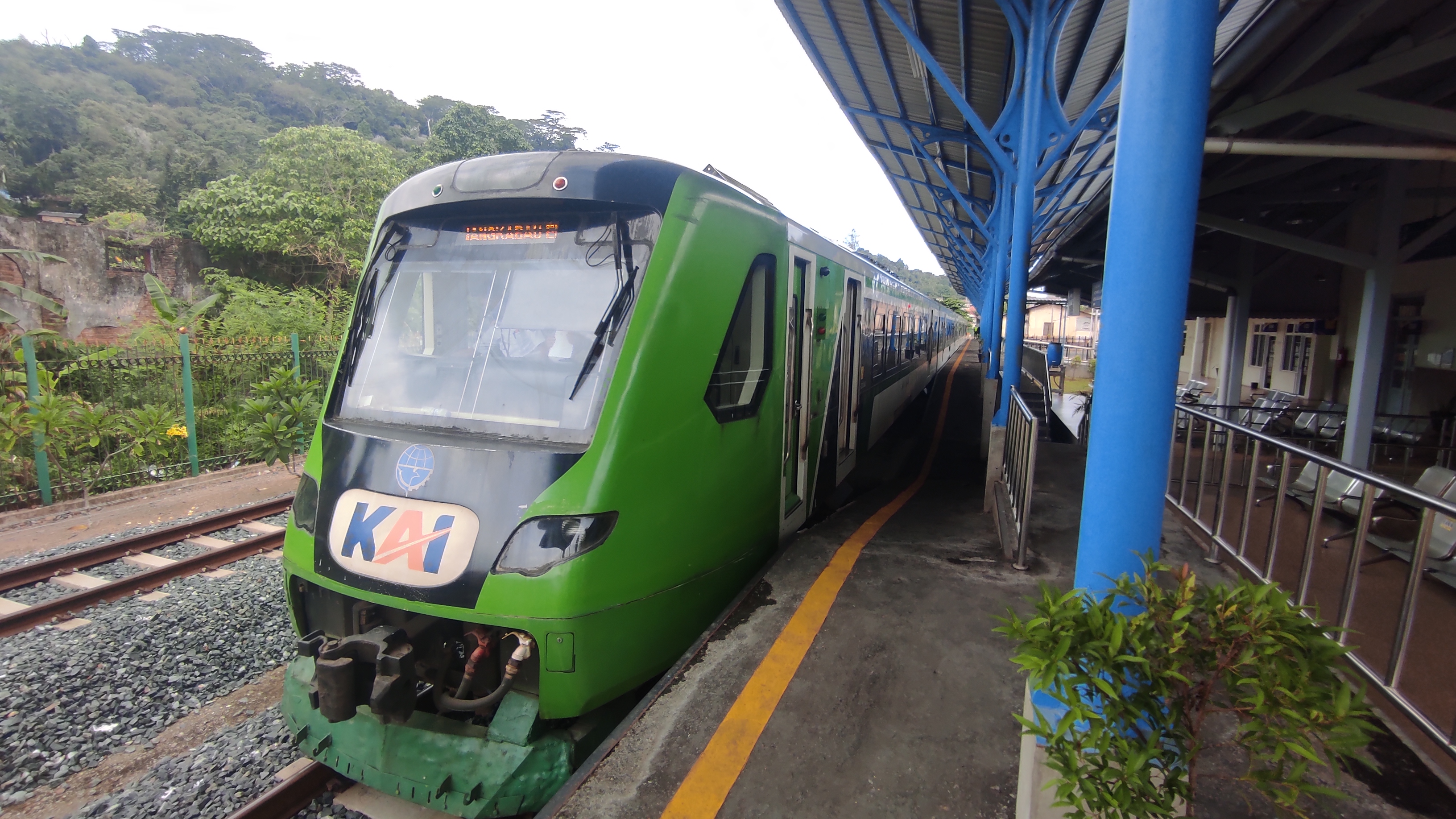
ミナンカバウエクスプレスに充当されるME204形気動車
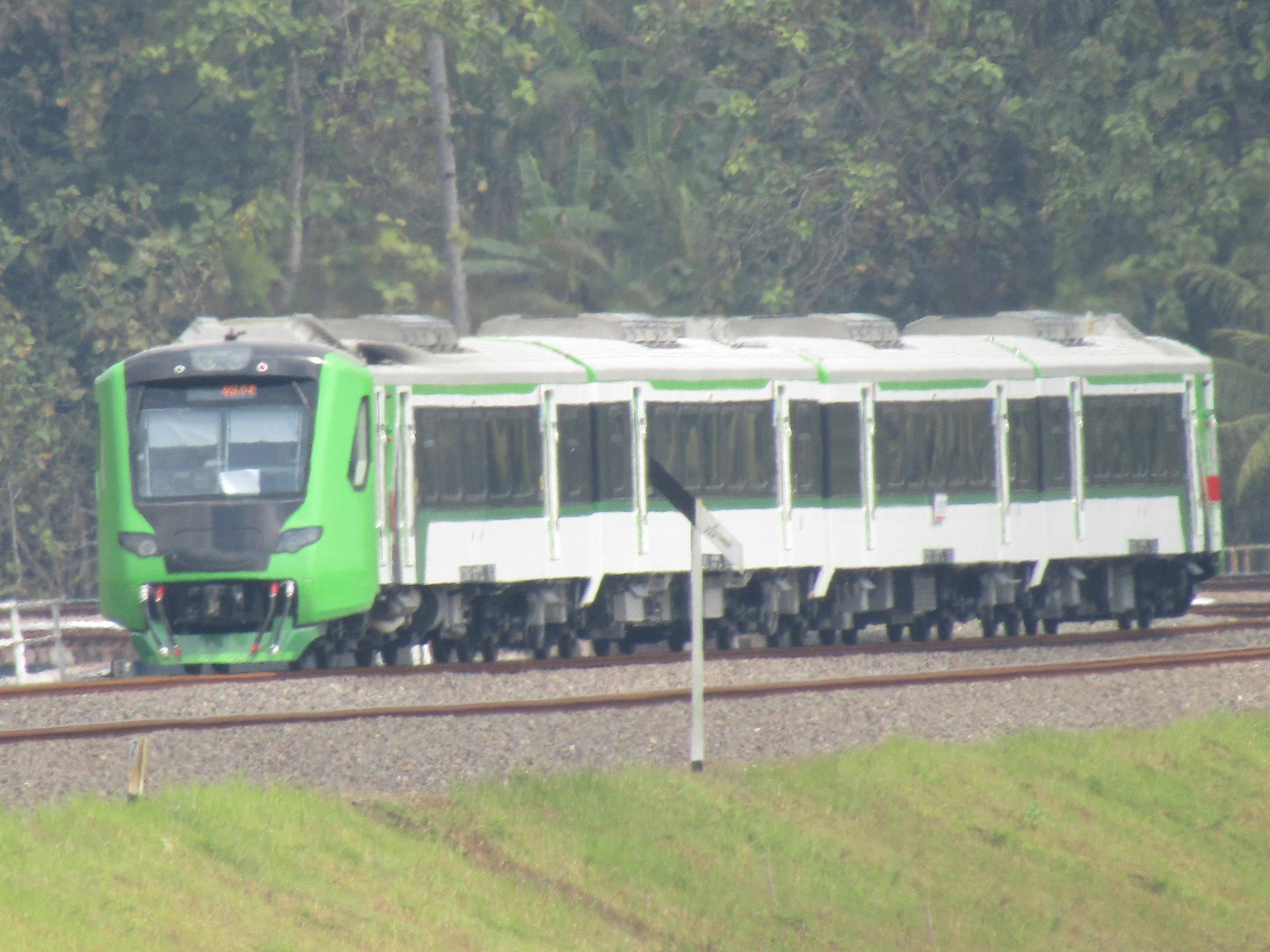
ソロ エクスプレスに充当されるME204形気動車

## フィリピン国鉄8000形・8100形気動車
フィリピン国鉄8000形・8100形気動車(フィリピンこくてつ8000けい・8000けいきどうしゃ、英語：PNR 8000 Class・8100 Class)は、フィリピン国鉄(以下、PNR)が2019年から運行している一般型気動車である。3両編成が8000形、4両編成が8100形である。

### 購入
PNRは2018年1月22日、信頼性と可用性プログラムと既存のキハ35形気動車・キハ52形気動車・203系客車の車両の置換えの一環として、PT INKAとの3両編成の気動車車両の購入契約を4億8531万2600フィリピン・ペソ（970万米ドル）で締結した。この契約は、2015年の一般歳出法で割り当てられた当時の運輸通信省（DOTC）の予算から資金が調達された。

### 到着と試運転
2019年12月11日に8000形気動車が到着しPNRに納入された。12月16日にデラ・ロサ駅からし営業運転を開始した。同日から2020年1月14日まで、当形式でのトゥトゥバン駅からFTI駅の間の運行で無料乗車を実施したが、駅ごとに20人の乗車制限がかけられた。当形式はアラバン駅に到着する予定だったが、線路障害とセキュリティ上の問題により遅延となった。8000形によるアラバン駅への試運転は2020年3月1日に実施され、同月後半に一般向けの試乗が行われた。2019年12月から2020年3月まで、メトロサウス通勤線（以下、MSC）でトゥトゥバン駅からFTI駅間で運行され、2020年6月1日以降は南方本線のメトロノース通勤線（以下、MNC）でガバナー・パスカル駅からビクタン駅まで運行された。ガバナーパスクアルからビクタンまで運行では、行先表示機ではビクタン行きではなくFTI行きと表示される。DMR1気動車がMNCでの運行に就いているときは、当形式がMSCを運用を代行する場合がある。
8100形気動車は2回に分けて納入された。最初に納入された編成は2020年2月に到着し、2回目は2020年3月に到着した。8100形気動車は2020年2月14日に公開され、2月20日にトゥトゥバン駅から運行を開始し、150 時間のRAMS検証テストを受けた。 これらは、営業運転前の試運転は継続され、COVID-19パンデミックの影響下でも成功を収めた。
一方、2020年3月28日には、4両2編成の2回目に納入された車両が国内に到着した。この2編成は、2020年5月21日から31日までRAMS検証テストを受け、その後営業運転に入った。6月1日、首都におけるコロナ隔離措置の解除に伴い公共交通機関の運行が再開され、PNRが運行を再開した際に営業運転に投入された。2020年2月から2020年3月まで、列車はメトロサウス通勤線でトゥトゥバン駅からFTI駅までの運行を行っており、2020年6月からはアラバン駅まで乗り入れた。最終的に、8000形はMSCで運用されなくなり、8000形はラグナ州の州間通勤列車の運行に就くことになった。

### 現在
2024年4月現在、8001編成はカランバ駅からルセナ駅間での通勤路線にて運行されており、8002編成はビコール・コミューター線にて運行される。 2024年10月22日、台風20号（チャーミー）の影響でナガ駅にある車両基地が浸水し、9000形9003編成、8000形8002編成、キハ52形救助列車、キハ35形気動車及び、キハ59形気動車が影響を受けた。水没被害をうけ機器が損傷したが修理される予定である。2500形2540編成及び、5000形5009編成の主電動機は、根本的に修理できない状態である。9000形9002編成はレガスピ駅にあり、洪水の影響を受けず、現在はナガからシポコット間を運行している。

### 特徴
インドネシアの鉄道車両メーカーであるPT INKAによって製造されている。8000・8100形気動車と8300形客車は、インドネシアでの試験走行中にすべてK3というコードネームが付けられた。基本的なデザインは、EA203系電車やME204系気動車がベースとなっているが、ドアの数が従来の片側2ドアから、3枚の両開きドアへ変更されている。 塗装は白い車体で、窓には黒いデザイン、下部には青いストライプが特徴である。一方、先頭車両は黒とオレンジのデザインで、フロントガラスの下にPNRのロゴが貼られている。 車内では、PNRで初めてLED車内案内表示器を導入した。座席はオレンジ色でロングシートとなっている。 3両編成の定員は 750人となっている。

### ギャラリー

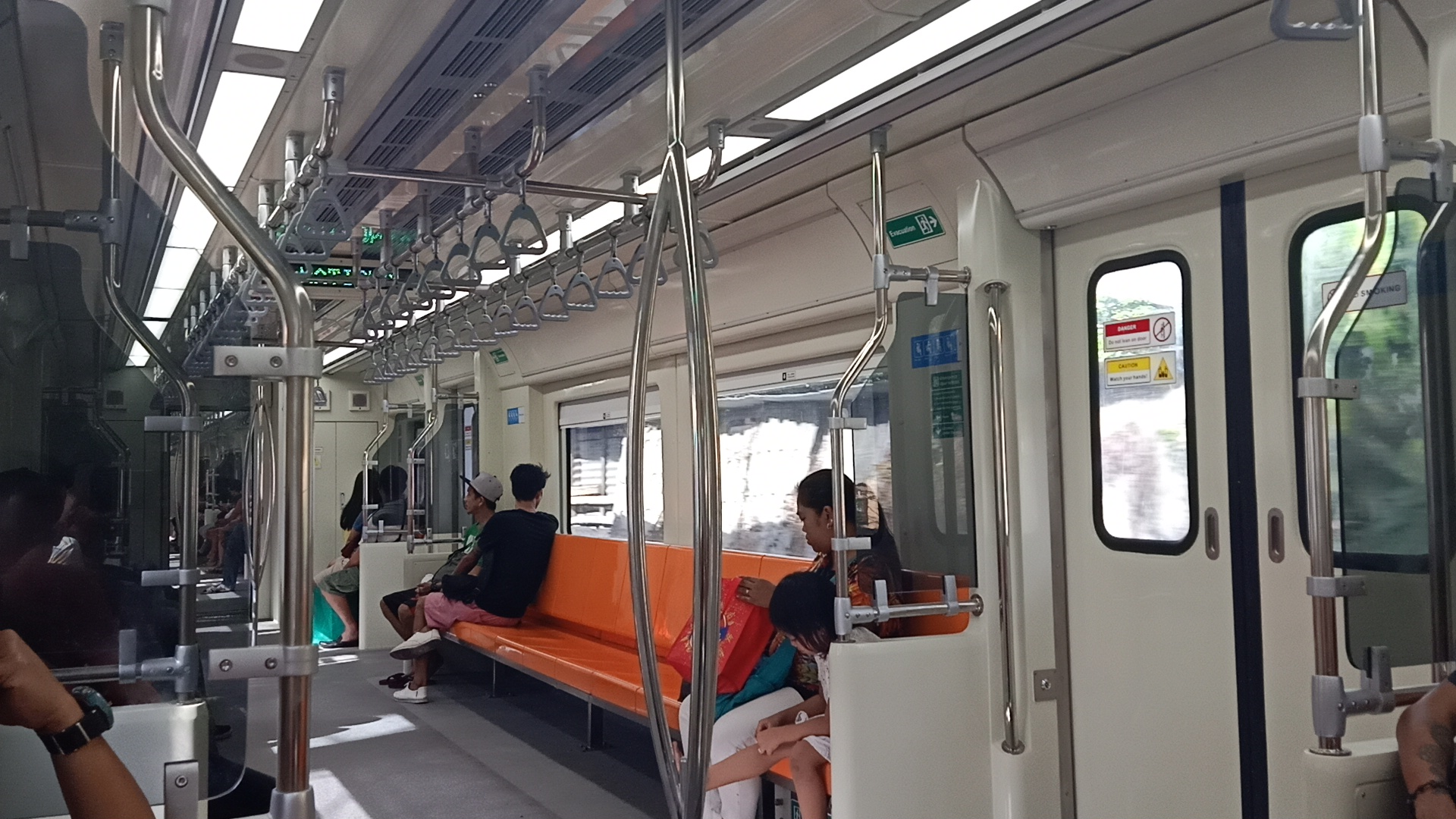
8000形気動車の車内
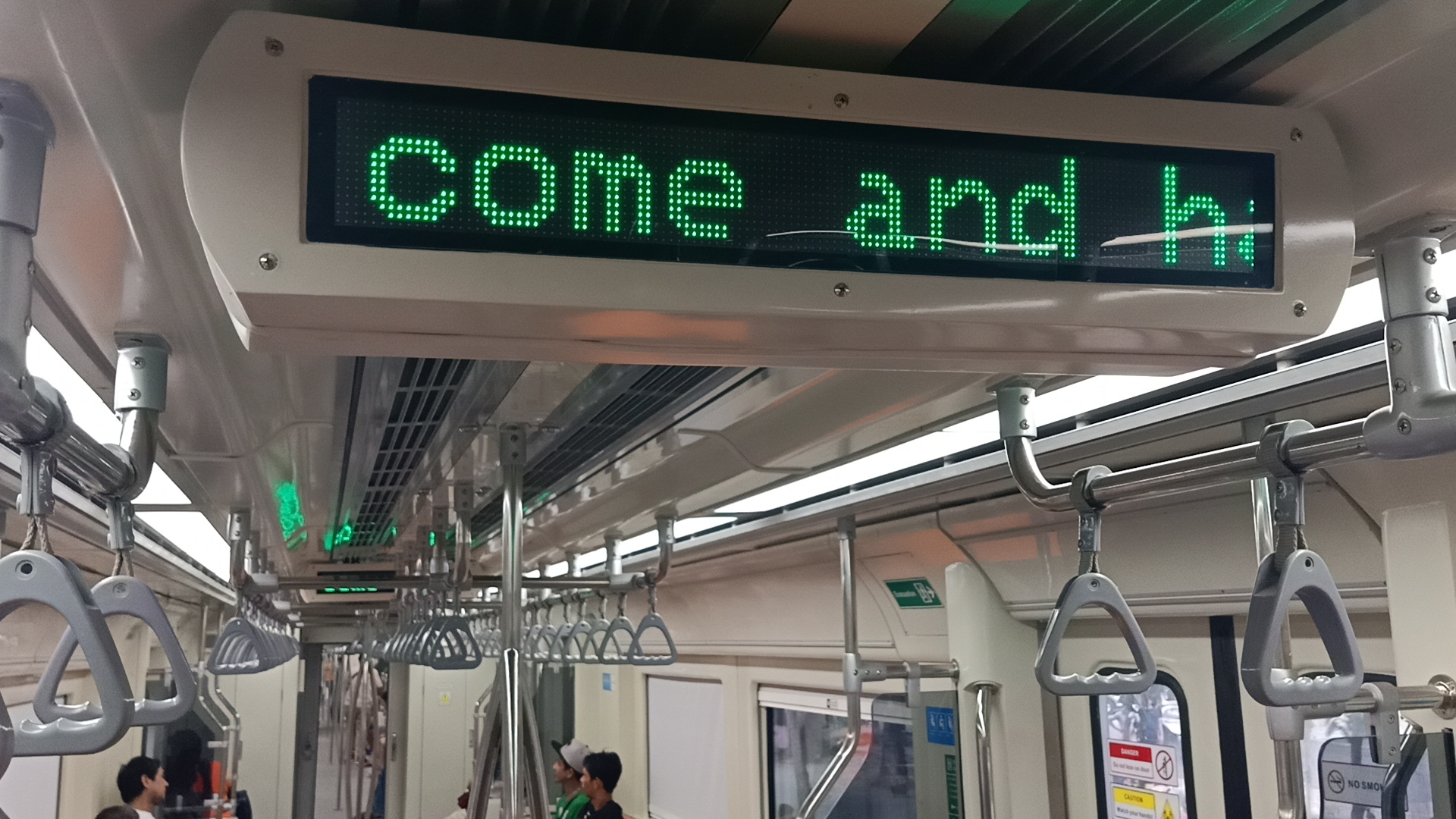
フィリピン国鉄初の採用となった車内案内表示器(8000形気動車)
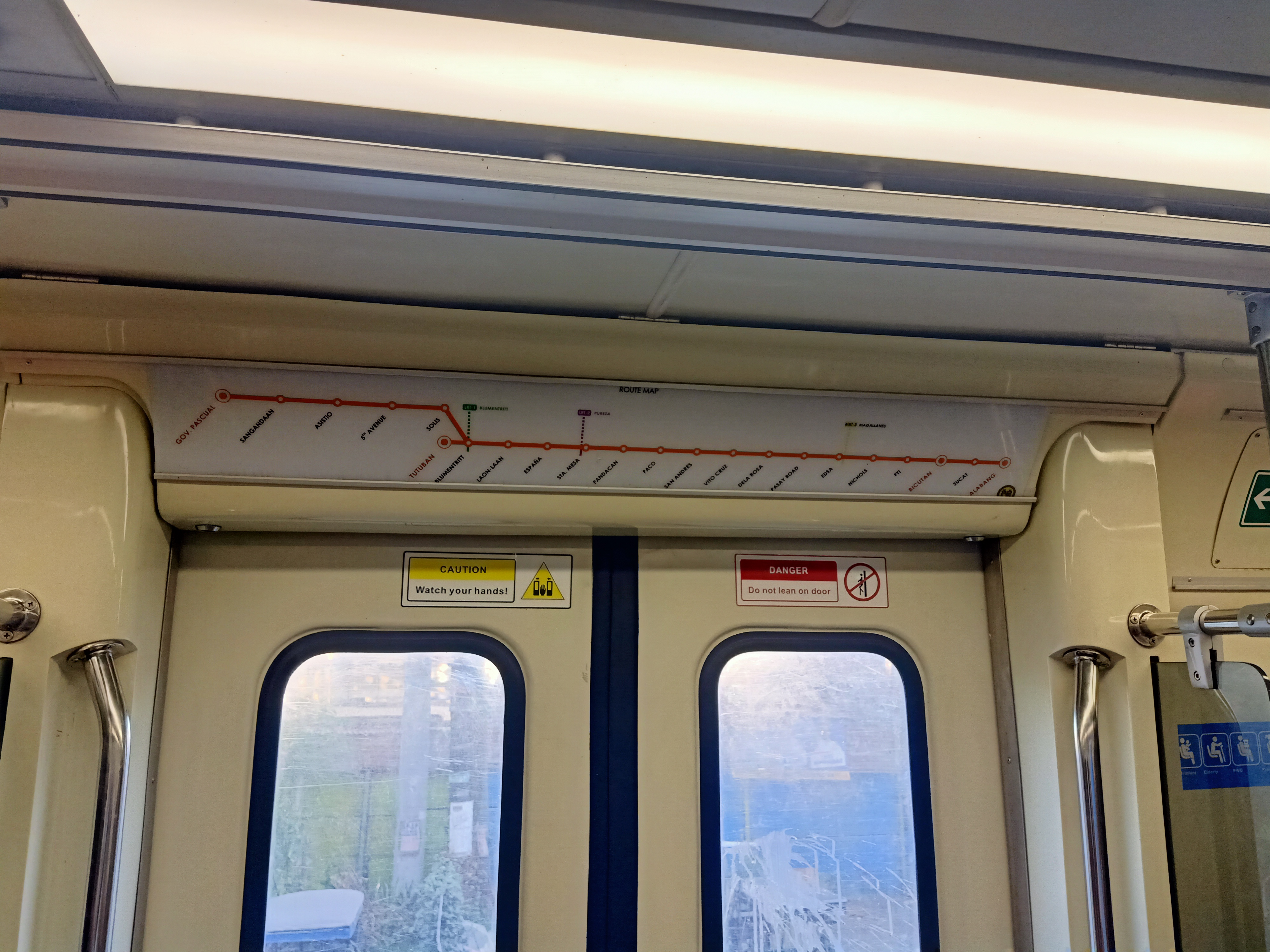
8100形気動車のドア周り

## 関連記事
- PT KAI(インドネシア鉄道会社) - KAIコミューター
- EA203系電車（Basoetta）- 当形式のベースになっている車両
- MH102形気動車（KRDI）- 同メーカーの前世代の気動車